# Kinyongia
Kinyongia — рід ігуаноподібних ящірок родини хамелеонових (Chamaeleonidae). Представники цього роду мешкають у Східній Африці, в лісах і рідколіссях Кенії, Танзанії, Уганди, Руанди, Бурунді і сходу Демократичної Республіки Конго. Більшість представників роду, за винятком K. adolfifriderici та K. tavetana, мешкають в гірській місцевості, деякі з них мають дуже малий ареал. У більшості самців Kinyongia на носі є роги або виступи. Раніше представників роду відносили до Bradypodion, однак за результатами філогенетичного дослідження вони були переведені до новоствореного роду Kinyongia.

## Види
Рід Kinyongia нараховує 23 види:
- Kinyongia adolfifriderici (Sternfeld, 1912)
- Kinyongia asheorum Nečas et al., 2009
- Kinyongia boehmei (Lutzmann & Nečas, 2002)
- Kinyongia carpenteri (Parker, 1929)
- Kinyongia excubitor (Barbour(інші мови), 1911)
- Kinyongia fischeri (Reichenow, 1887)
- Kinyongia gyrolepis Greenbaum et al., 2012
- Kinyongia itombwensis Hughes et al., 2017
- Kinyongia magomberae Menegon et al., 2009
- Kinyongia matschiei (F. Werner, 1895)
- Kinyongia msuyae Menegon et al., 2015
- Kinyongia multituberculata (Nieden, 1913)
- Kinyongia mulyai Tilbury & Tolley, 2015
- Kinyongia oxyrhina (Klaver & W. Böhme, 1988)
- Kinyongia rugegensis Hughes et al., 2017
- Kinyongia tavetana (Steindachner, 1891)
- Kinyongia tenuis (Matschie, 1892)
- Kinyongia tolleyae Hughes et al., 2017
- Kinyongia uluguruensis (Loveridge, 1957)
- Kinyongia uthmoelleri (L. Müller, 1938)
- Kinyongia vanheygeni Nečas, 2009
- Kinyongia vosseleri (Nieden, 1913)
- Kinyongia xenorhina (Boulenger, 1901)

## Етимологія
Наукова назва роду Kinyongia походить від слова суах. kinyonga — хамелеон.